# Марчелло Пера
Марчелло Пера (італ. Marcello Pera; нар. 28 січня 1943, Лукка) — італійський політик.
У 1972 році він закінчив філософський факультет Пізанського університету. Чотири роки потому, він почав свою академічну кар'єру в університеті, а у 1992 став професором філософії. Пера був запрошеним професором у вітчизняних і закордонних університетах, у тому числі в Лондонській школі економіки.
Він спеціалізується на вивченні праць Карла Поппера, австрійського філософа, ідеолога і пропагандиста «відкритого суспільства». Є співавтором (разом з кардиналом Йозефом Ратцінгером, потім Папою Бенедиктом XVI) книги «Без коренів», яка має справу з прогресивною морального занепаду Європи. Також публікувався у газетах, в тому числі у Corriere della Sera і La Stampa.
Належав до Італійської соціалістичної партії, після її розпаду входив до правоцентристських «Вперед, Італія» і «Народ свободи». З 1996 по 2013 обирався сенатором, у 2001–2006 він очолював Сенат Італії.